# Stylochoplana parasitica
Stylochoplana parasitica is een platworm (Platyhelminthes). De worm is tweeslachtig. De soort leeft in het zoute water.
Het geslacht Stylochoplana, waarin de platworm wordt geplaatst, wordt tot de familie Stylochoplanidae gerekend. De wetenschappelijke naam van de soort werd voor het eerst geldig gepubliceerd in 1935 door Kato.